# The Kills
The Kills er en rockgruppe fra Storbritannien, som blev dannet i 2000.

## Diskografi
- Keep on Your Mean Side (2003)
- No Wow (2005)
- Midnight Boom (2008)
- Blood Pressures (2011)
- Ash & Ice (2016)
- God Games (2023)